# Карик (Тасманија)
Карик (енгл. Carrick) је мало историјско село удаљен 17 km (11 mi) западно од Лонсестона, Тасманија, Аустралија, на обали реке Лифеи. Аутопут пролази кроз центар града; раније је био главни пут од Лонсестона до Делораине и Девонпорта. Карик има добро очувано наслеђе из 19. века; петнаест његових колонијалних зграда уврштено је у тасмански регистар баштине, укључујући градску кућу (1840), цркву Светог Андреја (1848), кућу Старе страже (1837) и хотел Карик (1833). 
Прво давање земљишта у Карику било је 1818. године, а деценију касније Вилијам Брајан је градио дрвени млин на обали реке. Град је настао као последица изградње овог млина и градских парцела продатих 1838. године. Пошта је отворена 5. новембра 1841. Карик се никада није развио, становништво је варирало од око 200 до 439, и данас је то углавном стамбено насеље за оне који раде у Лонсестону и сеоским деловима града. Током већег дела своје историје раст је био ограничен недостатком организованог водоснабдевања и канализације, мада су мреже за обе сада повезане. Волонтерски рад омогућио је водовод из Лифеиа из 1961. године, а канализација је изграђена средином 1970-их на периферији градова. Стратешки план локалних савета има за циљ да град остане мали. 
Камена зграда из 1846. године је најистакнутија карактеристика града. Рад овог млина, као и претходног дрвеног, био је темељ просперитета града током 19. века. Млин је радио до 1924. године, већину времена од Томаса Мондса и његове породичне компаније, и био је последња млиница за брашно на воду на Тасманији. Од реновирања 1984. године, повремено је био ресторан, место венчања и место састанка. У близини млина налази се импозантна и сада срушена, али никад довршена, велика колонијална кућа. Изградња је започета 1847. године, продата у некомплетном облику 1867. и спаљена до темеља без крова 1978. године. Значајни људи повезани са Кариком су: Томас Рајбеј, некадашњи премијер Тасманије, Томас Мондс који је основао опсежну млинарску компанију и Семи Кокс, који је најранији европски насељеник на Тасманији. 
Англиканска црква одржава богослужења од 1840-их. Неко време град је такође имао Веслијску капелу. Приватна школа отворена је 1843, а државна 1870-их. Крајем 1930-их обе школе су затворене. Карик је домаћин Агфеста, највећег појединачног догађаја у држави и једног од највећих аустралијских дана пољопривреде. Англиканска црква из 1848. године, хотел из 1833. године и неколико других објеката опслужују грађане. Пивара, млин на пару и воду, месница, школе и други хотели одавно су затворени. Карик има дугу везу са коњским тркама, почевши пре формирања тркачке стазе 1848. године. Једно време у граду се одржавала најстарија трка коња у Аустралији. Данас су ово замениле редовне брзе трке и бициклистички догађаји. 

## Историја

### Пре оснивања
Кариково подручје налази се у оквиру традиционалних основа групе тасманца из Северног Мидланда. Евиденција коју води абориџинско наслеђе Тасманија, од 2010. године, не помиње било какво староседелачко наслеђе или артефакте у том подручју. Прво одобрење за земљиште у Карику дато је 1818. Томасу Хајдоку Рајбеју, оцу Томаса Рајбеја (каснијег премијера Тасманије). Донација је била за 4.000 acres (1.600 ha)   заузимање подручја каснијег града. Рана употреба земљишта била је за пољопривреду, а до 1823. било је само неколико раштрканих насељеника.
Капетану Вилијам Томас Литлтону додељено је преко 1.300 acres (530 ha) у близини Карика крајем 1825. године. Оно што је тада било само локалитет, по капетану је постало познато као Литлтон. Река која је прешла са Великог западног нивоа до оближње реке Меандер тада је била позната као Метвица Карик, по биљци која је бујно расла на њеним обалама. Вилијам Брајан стигао је у Хобарт, из Ирске, маја 1824. Добио је земљишне грантове од 1.077 acres (436 ha) у долини меандра и касније купио 500 acres (200 ha) у Карику, укључујући 30 acres (10 ha) на потоку.  Брајан је 1826. године почео да гради млин на основу одобрења. Његова пословна интересовања су напредовала и купио је велике количине земље, укључујући и више у Карику. До 1828. године изграђен је први мост преко реке, једноставне трупне конструкције. Брајанов млин је био подстицај за оснивање града.
Током следећих неколико година Брајан је искористио свој утицај да преименује, у знак сећања на своју домовину, и град и реку. У новинама 1831. објављено је да је отворен пут од Лонсестона до Карика. Стаза пута најављена је у априлу 1831,  а у јуну је отворена за јавни саобраћај. Државна влада продала је градске парцеле крајем 1838. године, добивши оно што је забележено као високу цену од 45 фунти (8.100 америчких долара 2005)  по хектару.

### 19. век
Оца је Самјуел Прат Винтер послао на Тасманију, на Брајанов захтев, да делује као надгледник млина. Водио је млин од 1834. године, када је Брајан отишао у Лондон усред спора са гувернером Артуром, и изнајмио га од 1837. надаље. После спора са закупцем Доналдом Маклином 1841. године, млином је управљао Ричард Ворен од априла 1841. године, он је такође заузео викендицу млина према попису из 1842. Пошта је отворена у новембру 1841, а крајем године село је имало и четири стана, ковачницу, полицијску станицу, млин за брашно и хотел од ћерпича који је изградио Џон Арчер. Цркву Светог Андреја саградио је 1843. године Томас Рајбеј. Поклонио је црквено земљиште од 14 acres (6 ha). Године 1846, заједно са Џоном Киндер Арчером, почео је да гради млин од плавог камена. Град се увелико проширио крајем 1850-их, подстакнут напорима оних који су се враћали са викторијанских поља злата. Временом су многе викендице у Карику изграђене за раднике.
До 1859. године град је имао два млина, један парни и један водени точак, који су обрађивали приближно 4.000 бушела недељно. Била је пивара на парни погон, насупрот цркве Светог Андреја, чији су производи освојили прву награду на изложби у Лонсестону 1859. (до 1947. пивара је била оскудна рушевина). Током свог рада пивара је снабдевала све градске хотеле. Четири гостионице су биле отворене. Јавна библиотека основана је 1860. Млин је 1867. године продат Томасу Мондсу, искусном млинару. У то време је објављено да је његова механизација у лошем стању, али да је зграда исправна. Када је изграђена оближња железничка пруга 1869. године, саобраћај кроз Карик се знатно смањио и трговина у граду се зауставила, иако је најближа станица била преко 5 mi (8 km) далеко.
Владина школа основана је 1870-их и до 1901. порасла на 65 ученика. Мондово пословање се ширило током другог дела 19. века, а просперитет града исто тако. Изградио је велику продавницу жита насупрот млину и отворио канцеларије и депо у Лонсестону. Општинско веће Вестбери изградило је јавну салу на главном путу 1883. године. Тренутна градска већница потиче из 1900, а претпоставља се да је стара дворана пре тога била уништена. На врху града у 19. веку, непосредно након повратка мушкараца са викторијанских поља злата, град је имао четири јавне куће и приближно 400 становника. Хотел Карик отворен је 1901. Карикова продаја стоке одржавала се у хотелу Карик и била је главна продаја залиха масти за Лонсестон. На почетку века град није имао мрежасте воде. Ослањао се на бунаре и непостојану реку.

### Превоз
Река Лифеи први пут је премошћена у Карику 1828. године једноставном структуром балвана. То је замењено 1830-их са значајнијим мостом, иако још увек дрвеним. Од 1834. године путеви у тим областима били су лоши, а возила су често западала на путу за Вестбери. Мост преко Јужног Еска, на данашњем Хадспену, изграђен је 1843. године. Заменио је често непроходни форд и поузданије повезао Карик са Лонсестоном. Мост Лифеи поправљен је и подигнут средином 1860-их, задржавајући првобитне темеље. У мају 1875. године ниво воде се подигнуо до темеља тако да је довео до урушавања моста. Сви мостови Лифеиа и прикључни делови пута били су подложни поплави када се ниво река подигнуо; тасманске поплаве из 1929. године мост су однеле. Педесетих година 20. века пут је реконструисан и мост је поново замењен. Да би се смањила учесталост и утицај поплаве, обе су знатно подигнуте, остављајући приземље млина далеко испод нивоа пута.
У близини је изграђена железничка пруга 1869. Појавом железнице, саобраћај кроз Карик и трговина у граду су били знатно смањени. Путничке железничке услуге престале су пре 1978. године, у време када су престале све тасманске путничке железничке услуге.
До 1877. године постојала су два пута која су повезивала Карик са железничком станицом. Аутопут, који је пролазио кроз Карик, проглашен је националним аутопутем као део Савезног закона о националним аутопутевима из 1974. Структура ове врсте пута захтевала је да се заобиђе средиште Карика.

## Спорт
Карик се већ дуго повезује са коњским тркама. Томас Рајбеј и породица Фиелдс били су кључни за оснивање тркачког клуба и тркалишта. Трке су први пут почеле на имању у источном Карику. Рајбеј је поклонио тркалиште нешто јужније од „Рова“. Тркачки клуб Карик основан је 1848. године. Хју Манро Хал назвао га је „најбољим на Тасманији“ 1859. године. Трке су се одржавале на новом тркалишту, без прекида, годишње, од 1849. до 1913. године; ово га је учинило најстаријом трком у Аустралији. 
Употреба стазе се у овом тренутку променила из тркачког у касачки. Клуб Карик трот основан је почетком 1914. године и имао је свој први састанак у фебруару исте године. Касачки клубови Карик и Вестбури удружили су се 1976. године. Од 2012. године Карик има 1013 м касачке стазе која је домаћин 3 тркачка састанка годишње и до 27 пробних сесија.  Поред касачке стазе, на теренима у власништву клуба, налази се брза стаза. Изградња спидвеја започета је 1967. године, а прве трке биле су у септембру 1968. Стаза се користи од отварања и забележене су гужве од преко 10.000.
Град је чест домаћин бициклистичких догађаја који се бележе још 1897. године и трају до данас. Лове поточну пастрмку током сезоне риболова од августа до априла. Пастрмка је пуштена у реку Лифеи од стране комисије за рибарство 1940, а до 1949. примерци до 11 lb (5 kg) уловљени су у горњем току реке.

## Вода и канализација
Организовано снабдевање водом у граду започело је 1883. године. Речна вода је коришћена, јер су се бунари у граду сматрали превише сланкастима. Пет година касније Томас Мондс је инсталирао хидрауличне овнове и почео пумпати воду из реке до три гвоздене цистерне у граду. Продао је воду грађанима, мада је млин имао приоритет над речном водом; ово је био посебан проблем током суша. Вестберијско веће, тадашња локална влада, расписало је тендере за Кариково снабдевање водом 1889. године. Овај систем водоснабдевања завршен је 1890. Вода се поново пумпала из реке у близини млина, поново хидрауличним ованима, до резервоара у близини центра града који је снабдевао још један резервоар на главном путу и неке куће на истом путу. Оба резервоара имала су корита и црева за јавну употребу.
За избијање тифуса почетком 20. века кривила се вода која се напајала из ових резервоара. Након тога пумпе су затворене и град се поново ослањао на резервоаре, бунаре и воду која је из реке. Савет Вестбери није се самофинансирао и напуштен је 1928. Брана млина је испрана у поплавама 1929. године и није обновљена, чиме је град изгубио складиште воде.
Године 1961. основано је удружење за напредак становника. Примарни циљ била је изградња резервоара, напајаног из реке, на брду Армидале са погледом на град. Да би подмирили трошкове и стекли прихватање од стране већа, велики део посла изводили су волонтери. Ова шема је почела да снабдева град 17. фебруара 1961. До 1970-их Кариков раст био је ограничен недостатком градске канализације, која је ограничавала минималну величину парцеле, и неспремношћу власника земљишта да поделе имовину. Студија планирања из 1977, открила је да структура земљишта омогућава да већи део града опслужује гравитациони систем и препоручује изградњу. Од 2008. године већи део града био је повезан на мрежу и канализацију.  
Од средине 1970-их канализација се прерађивала у постројењу у близини града, које такође рукује канализацијом из оближњег Хадспена. Пречишћена отпадна вода одатле се испушта у притоку реке Лифеи. Од 2003. мрежасти водовод у граду је био необрађен.  До 2011. године Карикова вода се снабдевала из постројења за пречишћавање воде фабрике која је изграђена 1996. године и снабдева пречишћеном водом из бране Тревалин.  

## Образовање
Томас Мондс је имао кључну улогу у формирању прве школе. Ова приватна школа саграђена је 1843. године, иако ју је Томас Рајбеј 1845. претворио у цркву Светог Андреја, а школа се пребацила негде другде у граду. Владина школа изграђена је 1873. године, поред садашњег рекреацијског терена, а обе школе су биле отворене од 1883. године. Приватна школа се затворила крајем 19. века, али је владина школа још увек имала 65 ученика 1901. године. Обновљена је 1920. године и била је у употреби до средине 1930-их када се затворила последња школа у Карику. Године 1938. влада је започела финансирање редовног школског превоза од Карика до школе у оближњем Хаглеју, пратећи децу из Хадспена чија је школа такође била затворена. Од тада у Карику није било школе, а извештај о планирању из 1976. године наводи да ће становништво вероватно остати недовољно да би му било потребно.

## Флора и фауна
Од европског насељавања ово подручје је подељено, насељено и обрађивано. Путник 1855. године приметио је да је ово подручје веома обрађивано. Уочена је угрожена Litoria raniformis, мада постоји само један запис. У неким неометаним подручјима постоје Poa labillardierei и Themeda triandra. Glycine latrobeana забележен је јужно од града 1984. године. Discaria pubescens, која се појављује на листи угрожених врста држава, забележена је североисточно 2001. године на поплавној равници реке Јужни Еск. Река Лифеи је дом кљунара. У реци је, заједно са осталим рекама у близини, пронађен Mucor amphiborum.  

## Религија
Карик има једну сачувану цркву, Светог Андреје, англиканску цркву у жупи Куамби. До 1992. године био је у бившој англиканској жупи Карик. Енглеска црква, која је данас позната као англиканска црква у Аустралији, службе је прво одржавала 1843. у ковачници, а потом у школској кући, која је касније трансформисана у цркву Светог Андреје. Томас Рајбеј је обновио школску кућу до 1845. године, мада је торањ касније дограђен.  Гробље цркве освештао је у априлу 1845. године, а саму цркву, први епископ енглеске цркве Тасманије, бискуп Францис Никсон, 25. новембра 1845. Иако још увек није заређен, Рајбеј је добио задужење да започне са одржавањем служби, прво у ковачници, пре него што је заређен. Касније је био први духовник којег је заредио епископ Никсон и за архиђакона је постављен 1857.  Томас Рајбеј је био први свештеник Светог Андреја,  а наследио га је његов брат Џејмс, за кога је саграђено црквено жупниште. 
Веслијска капела саграђена је 1865. године. Црква је на крају престала да се користи и постала приватни дом. Срушен је током 1930-их. У Карику није постојала римокатоличка црква, али забележено је да неки католици похађају англиканску цркву.

## Географија
Град је удаљен 17 km (11 mi) од Лонсестона. Река Лифеи тече кроз западни крај града, након што је потекла из Великог западног нивоа. Убрзо након проласка кроз град река се придружује реци Меандер.

## Демографија и људи
Карикова популација никада није била велика. Године 1836. живело је 430 становника, а готово 400 током већег дела остатка 19. века. Крајем 1976. године становништво се смањило на око 200 људи који живе у 70 зграда, од којих је шеснаест Национално поверење класификовало као „Значајан допринос наслеђу Аустралије“. Опоравак крајем 20. века забележио је 317 становника у попису 2001. и 439 становника у попису 2006. године. Карик 1976. био је  резиденцијално подручје за оне који раде у Лонсестону, пензионерско село и сервисни центар за пољопривредна и сточарска предузећа. Становништво у 2006. години било је углавном аустралијског порекла (87% у поређењу са просеком за целу Аустралију од 70,9%) и енглеског говорног подручја (92,7% у поређењу са аустралијским просеком од 78,5%). 
Семи Кокс (1773—1891) је значајан бивши становник Карика. Рођен је у Енглеској као Самјуел Емануел Јервис. Провео је време на ујаковом броду након што му је отац умро. Од 1789. године живео је са локалним староседеоцима двадесет и шест година. Године 1814. године упознао је и спријатељио се са породицом Кокс, становницима близу Хадспена, и узео је презиме породице. Завршио је као баштован и провео је око 50 година живећи у викендици на имању Мали ров на страни Лонсестона, у Карику. Кокс је умро 1891. године, неки докази наводе да је имао 117 година, а други 115.  Његова прича је широко извештавана; по њему је названа трпезарија хотела Карик. Међутим, доведено је у сумњу када је историчар др Ендру Пајпер причу описао као личну измишљотину коју је конструисао Кокс. Док је писао о Коксу, Томас Мондс, који се спријатељио са њим и помагао му, такође је изразио сумњу у истинитост приче.
Отац Томаса Рајбеја је имао кључну улогу у изградњи цркве, тркалишта и осталих зграда, сада на списку наслеђа, у граду. Донирао је преко 10.000 фунти за изградњу градске англиканске цркве, врло велике суме за то време, и постављен је за архиђакона Лонсестона 1858. Рајбеј је изабран за посланичко место Вестберија 1874. године. Био је премијер Тасманије од 20. јула 1876. до 9. августа 1877.  Био је страствени тренер коња. Његов коњ Stockwell освојио је 1882. Лонсестон куп и друго место купа Мелбурн.
Томас Вилкис Мондс је био успешан млинар и градитељ пре него што се преселио у Карик. Млин за камен у Карику купио је 1867. године, а парни млин у граду следеће године. Мондсов успешан погон млинова донео му је богатство и просперитет граду. Мондс је саградио кућу Глог 1875. године и обрађивао 1.200 acres (490 ha)   фарме Hattondale. Пре него што је отишао из Карика у Лонсестон 1888. године његова имања у Карику су укључивала млин, парни млин и неке куће и површине у граду.

## Град данас
Карик је мало историјско село које је првенствено резиденцијално насеље за оне који раде у Лонсестону и сеоским деловима града. Развој је био спор и није променио првобитни карактер града из 19. века. Развојни план локалног савета има за циљ да ограничи развој дуж пута долине Меандер и спречи спајање Карика и Хадспена, задржавајући их као посебна средишта. Изградња се планира само у границама града, где би се потенцијално могло изградити до шездесет домова према стратешком плану који траје до 2016. Границу развоја града диктира распон канализационог прикључка. У граду је мало предузећа, а мали подстицаји за раст пословања су мали због броја становника у граду. Град се налази на подручју локалне управе савета долине Меандер, савезне дивизије Лиона и државне дивизије Лиона.  
Карик има кућицу на путу, пошту, хотел, галерију бакра и метала и неки смештај. Од 2010. власник млина је тврдио да је то „једина велика комерцијална операција млевења сточне хране у Тасманији“.  Град је домаћин бројних догађаја, укључујући дане Агфест на терену, касачке трке и бициклистичке догађаје. Недостатак развоја током времена оставио је у граду значајан број колонијалних зграда и стабала. Зграде са пописа наслеђа су рушевине: црква Светог Андреја (1845), стара караула (1837), хотел Карик (1833). 

### Агфест
Агфест је годишњи пољопривредни фестивал, који се сваког маја одржава на сеоском имању у Карику. То је државни и један од највећих пољопривредних поља у земљи. Агфест води рурална омладинска организација Тасманије са профитом помажући тасманском сеоском саветовању. Прво је одржан 1982. године, али је организациони одбор убрзо препознао потребу за већим локалитетом и 1986. године купили су земљиште од породице Петерсон. Одржали су први Агфест на новом локалитету од 7. до 9. маја 1987. Агфест је постао највећи појединачни догађај у држави и привлачи до 70.000 посетилаца током три дана маја сваке године на 200-acre (80 ha).  

## Наслеђе
Карик има велики број добро очуваних зграда из 19. века. Петнаест имања у и око Карика је наведено у тасманском регистру баштине. Пописи су препознали значај њиховог историјског културног наслеђа за целу Тасманију. Нека од имања су такође наведена у регистру националног имања.
Викендица која се налази на попису наслеђа у близини пута, раније се звала Entally Estate због плодног раста биљке и коришћена је као приватна школа. Некадашња полицијска станица саграђена је насупрот гостионице Карик 1837. године. Хотел изграђен је 1840. године и имао је лиценцу дуги низ година, али је сада приватна кућа. До 1869. године била је двоспратна циглана зграда са шеснаест соба, подрумом и одвојеном каменом шталом. Sillwood су остаци оригиналне фарме, изграђене на основу донације од 4.560 acres (1.845 ha) 1835. Првобитни дом је делимично срушен како би се у касном 20. веку створило место за доградњу до суседне зграде. Главна сеоска кућа, за коју се каже да је ,,изузетна кућа под индијским утицајем", срушена је. До 1980-их кућа је била повезана са коњским тркама, његове штале су коришћене као база за обуку. Иза каменог млина налази се приземна викендица од цигле која је саграђена око 1840. године као четворособна једноспратна зграда од опеке. Након што је купио млин, Мондс је проширио викендицу са оставом, још три собе и млекаром.
Хотел Карик је двоспратна циглана зграда са гвозденим кровом, изграђена 1833. године. То је једини лиценцирани простор у Карику и током читаве своје историје радио је као хотел. Продат је, а лиценца је пребачена више пута, прво 12. августа 1839. То је двоспратна циглана зграда са гвозденим кровом и прозорима. Џон Раџ био је први власник дозволе у гостионици, али 1863. године више није радио и зграда је понуђена у закуп. Последњи корисник лиценце био је Џон Џордан 1873. године; временом је коришћена као пекара, уметничка галерија, хотел и приватна кућа. 

### Мондс Ролер Милс
Зграда Мондс Ролер Милс је троспратна зграда од плавог камена са гвозденим двоводним кровом коју је саградио Џон Киндер Арчер 1846. Млин је с њим повезаним потребама за складиштењем и превозом био главни послодавац у Карику дуги низ година. То је био последњи млин на Тасманији који се напајао водом.
Први млин је био изграђен од дрвета и покретао га је водени точак напајан из бране на Лифеи, а све их је конструисао Вилијам Брајан 1826. Оца је Самјуел Прат Винтер послао на Тасманију, на Бајранов захтев, као надзорника млина. Управљао је овом воденицом од 1834. године, када је Брајан отишао у Лондон усред спора са гувернером Артуром. Од 1837. узео је млин у закуп од Брајана и наставио да њиме управља. Живео је у млинској викендици 1846. године, и даље је давао млин у закуп, када је средио уклањање старе дрвене воденице и, са Џоном Киндер Арчером, започео изградњу садашње камене конструкције.  Изграђен, овај нови млин имао је водени точак на три пара. Томас Мондс купио је млин, укључујући 13 acres (5 ha)   приложеног земљишта, на аукцији 1867. године. Затим је преузео власништво над Carrick Mills и почетком 1868. године Мондс, његова супруга и шесторо деце преселили су се у малу викендицу иза млина. Ова викендица имала је четири собе које је Мондс касније проширио оставом, још три собе и млекаром. Када га је купио, а неко време и после тога, млин није имао финансијског успеха. Мондс је за ово стање оптужио рад воденице на парни погон.
Временом су се млинске машине обновиле: 1868. године постојећа машина за жицу замењена је машином за дораду свиле, сито од кукуруза постављено је 1871. године, биљка овсене каше додата је 1880, водени точак је замењен америчком турбином „Виктор“ на водени погон 1887. Мондс је забележио ову последњу промену у млевењу ваљака као резултат јавне потражње за белим брашном које је тај процес произвео. Његов најстарији син преузео је канцеларијско управљање млином 1882. године, а Мондс се 1888. преселио у Лонсестон, препуштајући управљање млином својим синовима. Млин је био место првих градских телефона 1893. године.  
До 1931. године пријављено је да је престао са радом пре неколико година. Продат је 1947. године, мада није познато када је машина млина уклоњена. Млин је обновљен 1984. године и отворен је као ресторан, мада се четири године касније затворио и продавао. После овога поново је отворен као место венчања и састанака. Поново се затворио до 2008. године, али је обновљен са намером да се поново отвори.

### Црква Светог Андреја
Црква Светог Андреја је активно коришћена англиканска црква. Налази се на земљишту од 14 acres (6 ha), што укључује гробље и жупни двор, које се налазе на реку Лифеи. Зграду је основао 1843. године Томас Рајбеј као школу за град. Зграду је 1845. преуредио у цркву, Томас Рајбеј је поклонио црквено земљиште и финансирао изградњу жупног дома. Гробље је освешћено у априлу 1845. године, а сама црква у новембру исте године. Садашња структура није била довршена све док кула није додата 1863.  Обновљена је 1900. 
У цркви се налазе оргуље, првобитно смештене у крипти катедрале Светог Павла у Лондону. Изградио га је лондонски градитељ оргуља око 1839. године, вероватно за приватног власника. Темељна рестаурација завршена је 1987. године.

## Даље читање
- Cassidy, J; Preston, J (2000). Thematic study of the Tasmanian flour milling industry. Launceston: Queen Victoria Museum & Art Gallery.
- von Stieglitz, K R (1958). A history of local government in Tasmania: from the earliest settlement of Van Diemen's Land to the present time. Launceston: Telegraph Printery.
- Solomon, R J; Goodhand, W E (1965). Past influences in present townscapes: some Tasmanian examples. Christchurch: New Zealand Geographical Society.